# Ehren Watada

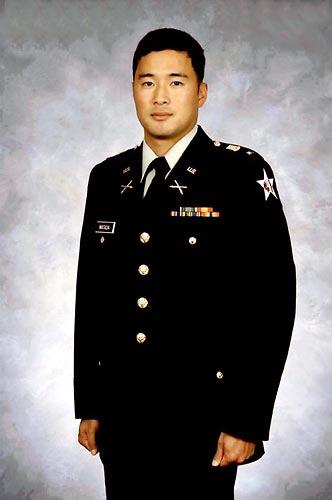
Lt. Ehren Watada

Ehren K. Watada (* 1978 in Honolulu, Hawaii) ist ein US-amerikanischer Offizier japanischer Abstammung aus Hawaii, welcher im Juni 2006 den Einsatzbefehl für den Irakkrieg verweigerte, da der Krieg Amerikas seiner Ansicht nach „unmoralisch“ und „einfach rechtswidrig“ sei. Watada gilt als der erste Offizier, der sich, wie über 100 einfache Soldaten zuvor, vor einem US-amerikanischen Militärgericht dafür verantworten muss.
Ab dem 5. Februar 2007 stand er dafür vor einem Militärgericht in Fort Lewis im US-Bundesstaat Washington, wo er nach dem Uniform Code of Military Justice angeklagt wurde, wegen Fehlens bei der Verlegung der Einheit (Artikel 87), zweimaliger Missachtung von Vorgesetzten (Artikel 88) und dreimaligen unziemlichen Verhaltens (Artikel 133). Ehren Watada drohten im Falle einer Verurteilung bis zu vier Jahre Haft.
Obwohl es bei der Gerichtsverhandlung im Kern darum ging, ob es sich beim Irak-Krieg in der Tat um ein Verbrechen handelt, lehnte der Vorsitzende Richter die Verhandlung dieser Frage ab und ließ keine Zeugen diesbezüglich zu. Es gehe nur um die Gehorsamsverweigerung, nicht um die Frage der Rechtmäßigkeit des Irak-Krieges.
Das Verfahren wurde am 9. Mai 2009 auf Wunsch des Justizministeriums eingestellt.

## Zitate
„Ich habe den Entschluss getroffen, weil ich soviel Leid und Schmerz gesehen habe. Bei den Soldaten und ihren Familien, bei unschuldigen Irakern und Menschen auf der ganzen Welt. Für etwas, das ich als Täuschung und als Vertrauensmissbrauch am amerikanischen Volk empfinde.“

„Meine Kameraden kämpfen und sterben im Irak und ihre Familien leiden wegen der Lügen und der Täuschungen der Regierung Bush. Der Irak-Krieg ist nicht nur ein Verbrechen gegen inländisches und internationales Gesetz, er ist vor allem auch ein schreckliches moralisches Unrecht gegen die irakischen Menschen.“